# Fittipaldi F9
La Fittipaldi F9 fu una vettura di Formula 1 impiegata nella  stagione 1982. Disegnata da Richard Divila e Tim Wright fu l'ultima monoposto costruita dalla scuderia brasiliana. Spinta dal tradizionale motore Ford Cosworth DFV, era in monoscocca d'alluminio e gommata Pirelli.
Venne iscritta per la prima volta al Gran Premio di Francia  ma senza qualificarsi. Nelle restanti 4 gare in cui partecipò conquistò al massimo un settimo posto (in Austria). Fu guidata sempre da Chico Serra.